# 斯温森-王算法
斯温森－王算法（英語：Swendsen–Wang algorithm）由物理学家罗伯特·斯温森与王建生于1987年提出，是首个非局域的蒙特卡洛算法，用以解决临界点附近效率变低的临界慢化问题。
斯温森－王算法最初用于易辛模型与玻茨模型，后来被推广到其他模型之中。该算法的关键是按照Fortuin与Kasteleyn的理论将玻茨模型变换为渗流理论的模型，相邻自旋间按概率成键。之后再通过霍森－科佩尔曼算法标识联键的集团（cluster），并将每个集团内的所有自旋赋以相同的随机值。由于该算法可以一次改变整个集团的自旋，因而在临界点附近能够显著提高效率，以解决临界慢化问题。
2005年，加州大学洛杉矶分校教授朱松纯与其博士生阿德里安·巴尔布（Adrian Barbu）推广了斯温森－王算法，将其看作是一个梅特罗波利斯－黑斯廷斯算法并计算了相应的接受概率，使其适用于任意后验概率的采样。